# 桐田さゆり
桐田 さゆり（きりた さゆり、1977年9月22日 - ）は、東京都出身のフロント所属のファッションモデル。

## 人物
趣味は料理である。
小学および中学時代は、大阪市中央区で過ごした。

## 出演歴

### CM
- 資生堂「uno」
- ジョンソン・エンド・ジョンソン
- ソニー「プレイステーション」
- 江崎グリコ「プリッツ」・「マカダミアチョコレート」
- 日本マクドナルド「レタスダブルマック」・「エッグマックマフィン」
- 東芝「ダイナブック」
- ユニ・チャーム「ソフィアクティブサポート」
- NTTコミュニケーションズ「OCN」
- ミツカン「味ポン」
- リクルート「フロム・エー」
- 三共「ビトンテラピー」
- J-PHONE
- カネボウ「CHIC CHOC」（台湾）
- 花王「ふくだけコットン」
- トヨタ・パッソセッテ（2008年12月25日）

### 雑誌
- JUNIE
- CUTiE
- Zipper
- SEDA
- with
- bea's up
- FRaU
- FYTTE
- VITA
- Oggi
- Grazia
- LUCi
- Spring
- non-no
- BAILA
- VoCE
- an・an
- ヴァンテーヌ
- MORE
- SPUR
- ef
- mina
- COSMOPOLITAN
- ar
- CREA
- MISS
- 美的
- InRed
- Soup.